# Чеві-Чейз-Вілледж (Меріленд)
Чеві-Чейз-Вілледж (англ. Chevy Chase Village) — місто (англ. town) в США, в окрузі Монтгомері штату Меріленд. Населення — 2049 осіб (2020).

## Географія
Чеві-Чейз-Вілледж розташоване за координатами 38°58′11″ пн. ш. 77°4′46″ зх. д. / 38.96972° пн. ш. 77.07944° зх. д. (38.969780, -77.079339).  За даними Бюро перепису населення США в 2010 році місто мало площу 1,08 км², уся площа — суходіл.

## Демографія
Згідно з переписом 2010 року, у місті мешкали 1953 особи в 697 домогосподарствах у складі 609 родин. Густота населення становила 1807 осіб/км².  Було 726 помешкань (672/км²).
Расовий склад населення:
| - 95,9 % — білих - 1,6 % — азіатів - 0,6 % — чорних або афроамериканців - 0,2 % — корінних американців |

До двох чи більше рас належало 1,3 %. Частка іспаномовних становила 2,8 % від усіх жителів.
За віковим діапазоном населення розподілялося таким чином: 26,4 % — особи молодші 18 років, 53,6 % — особи у віці 18—64 років, 20,0 % — особи у віці 65 років та старші. Медіана віку мешканця становила 49,1 року. На 100 осіб жіночої статі у місті припадало 94,3 чоловіків;  на 100 жінок у віці від 18 років та старших — 91,1 чоловіків також старших 18 років.
Медіана доходів становила 238 750 доларів для чоловіків та 132 083 долари для жінок. За межею бідності перебувало 2,2 % осіб, у тому числі 1,8 % дітей у віці до 18 років та 1,0 % осіб у віці 65 років та старших.
Цивільне працевлаштоване населення становило 945 осіб. Основні галузі зайнятості: науковці, спеціалісти, менеджери — 35,9 %, освіта, охорона здоров'я та соціальна допомога — 17,8 %, публічна адміністрація — 9,9 %, фінанси, страхування та нерухомість — 7,5 %.